# Eastern Area Command

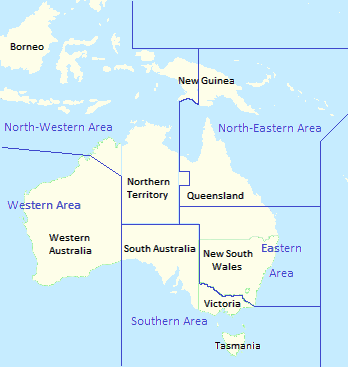
Carte des différentes zones des bases de commandement, donc la Eastern Area.

La Eastern Area Command est l'un des nombreux bases de commandement stratégique établies par la Royal Australian Air Force (RAAF) pendant la Seconde Guerre mondiale. Elle est mise en place en mai 1942, et contrôle les unités basées en Nouvelle-Galles du Sud et dans le sud du Queensland. Son quartier général est basé à Sydney. La Eastern Area Command est principalement responsable de la défense aérienne, de la reconnaissance aérienne et de la protection des voies maritimes.